# Benjamin Gervais
 (mai 2012).
- Si vous ne connaissez pas le sujet, laissez ce bandeau (vous pouvez alors contacter les auteurs).
- Si vous supprimez le contenu mis en cause (vous pouvez préalablement contacter les auteurs),

argumentez précisément cette suppression dans la page de discussion
(un manque de référence n'est pas un argument ; une recherche réelle de référence doit avoir été effectuée, être formellement documentée).
 (mai 2012).
Benjamin Gervais est un officier de marine français né le 13 octobre 1869 à Dunkerque (Nord) et mort le 4 janvier 1937 au Vésinet.

## Carrière militaire
Entré le 1er octobre 1886 à l'École navale, Enseigne de Vaisseau le 1er novembre 1891, il participe de juin 1893 à octobre 1893 sur la canonnière à hélice Comète à l'expédition du Siam où la Comète et l'aviso l'Inconstant forcèrent les bouches du Ménam pour remonter jusqu'à Bangkok.
Promu Lieutenant de Vaisseau le 10 juin 1896, il obtient son brevet de torpilleur après son passage sur l'Algesiras en 1897 ; il est décoré de la Légion d'honneur en 1900. Il découvre l'Algérie en octobre 1900, avant d'exercer son premier commandement sur un torpilleur de la Défense de Cherbourg. De janvier 1907 au 1er février 1908, il suit les cours de l'École Supérieure de Marine à Paris dont il sort breveté. Il retrouve la Comète dont il prend le commandement en Indochine le 1er avril 1908, il y restera jusqu'en avril 1909 pour rentrer en convalescence à Toulon, avant d'y prendre le commandement du torpilleur La Fanfare.
Il passe Capitaine de frégate le 9 octobre 1910. En avril 1911, il embarque sur le Léon-Gambetta comme Chef d'État-Major auprès du Contre-Amiral Dartige du Fournet qui fut son commandant sur la Comète en 1893. Il est promu officier de la Légion d'honneur en 1913. À la veille de la guerre, il prend le commandement du cuirassé Dupetit-Thouars, qu'il commandera jusque septembre 1915 ; il sera ensuite chef d'état-major de la 2°division / 2°escadre de Méditerranée de septembre 1915 à mai 1916 sur le cuirassé Justice.
capitaine de vaisseau par décret du 26 février 1917, il prend le 7 mars 1917 en rade de Corfou le commandement du cuirassé Waldeck-Rousseau, poste qu'il conservera jusque avril 1919. En 1919, le Waldeck-Rousseau participe en Mer Noire à l'évacuation des Armées blanches via Odessa, et quelques jours après la fin de son commandement éclateront dans l'escadre française les mutineries de la mer Noire. Il prend le commandement de la flottille Algéro-Tunisienne du 1er décembre 1919 au 13 septembre 1921. Il exercera diverses fonctions à Brest de juillet 1922 à août 1923, puis à Toulon jusque juin 1924 et terminera sa carrière à Alger où il est promu contre-amiral le 19 mai 1925, Commandeur de la légion d'honneur le 12 juillet 1928. Il est placé dans la 2° section du cadre de l'État major Général de l'Armée Navale le 20 mai 1925.
Il est décédé le 4 janvier 1937 au Vésinet à l'âge de 67 ans et est enterré au cimetière de Rouïba, en Algérie.

## Famille
Benjamin Joseph Marie Gervais, né le 13 octobre 1869 à Dunkerque, de Henri Eugène Désiré Gervais, marchand de draps, et de Elise Joseph Duhot, sans profession, son épouse, nés à Armentières (Nord) .
Épouse le 23 février 1895 à Lille Berthe Villette, née le 9 novembre 1875 à Lille, décédée en 1917 à Bizerte.
4 enfants :
- Henri (né le 18 juin 1896 à Brest, décédé le 21 juillet 1991 à Nice), Capitaine de vaisseau, officier de la Légion d'honneur ;
- Yvonne (née le 30 mai 1899 à Tournai, décédée le 16 décembre 1987 à Bondues (59)) épouse Louis Leclercq le 15 février 1927 à Rouïba (Algérie);
- Renée (née le 20 mars 1902 à Toulon, décédée le 27 mars 1917 à Alger);
- Robert (né le 26 octobre 1904 à Alger, décédé le 28 février 1984 à Toulon), Chef de Bataillon, officier de la légion d'honneur.

## Algérie
Benjamin Gervais avait acheté une propriété, le Clos des Palmiers, à Rouïba. Il y cultivait des vignes dont il tirait un vin dont il écrira peut être en 1910 à son cousin Edmond Wibaut « je regrette joliment de ne pas avoir exposé nos vins de Rouïba à Bruxelles. Nous y étions sollicités par la Banque de l'Algérie qui se chargeait de tout sans aucuns frais, mais j'étais loin d'Alger ! ». Ce domaine sera vendu à Renault en 1962.